# Sauzelles
Sauzelles ist eine westfranzösische Gemeinde mit 151 Einwohnern (Stand: 1. Januar 2022) im Département Indre in der Region Centre-Val de Loire. Die Gemeinde gehört zum Arrondissement Le Blanc und zum Kanton Le Blanc. Die Einwohner werden Sauzellois genannt. 

## Lage
Sauzelles liegt etwa 50 Kilometer ostnordöstlich von Poitiers an der Creuse. Umgeben wird Sauzelles von den Nachbargemeinden Fontgombault im Norden, Pouligny-Saint-Pierre im Osten und Nordosten, Saint-Aigny im Süden und Südosten sowie Mérigny im Westen und Südwesten.

## Bevölkerungsentwicklung
| Jahr                       | 1962 | 1968 | 1975 | 1982 | 1990 | 1999 | 2006 | 2018 |
| Einwohner                  | 308  | 304  | 303  | 288  | 269  | 232  | 257  | 250  |
| Quellen: Cassini und INSEE |      |      |      |      |      |      |      |      |

## Sehenswürdigkeiten

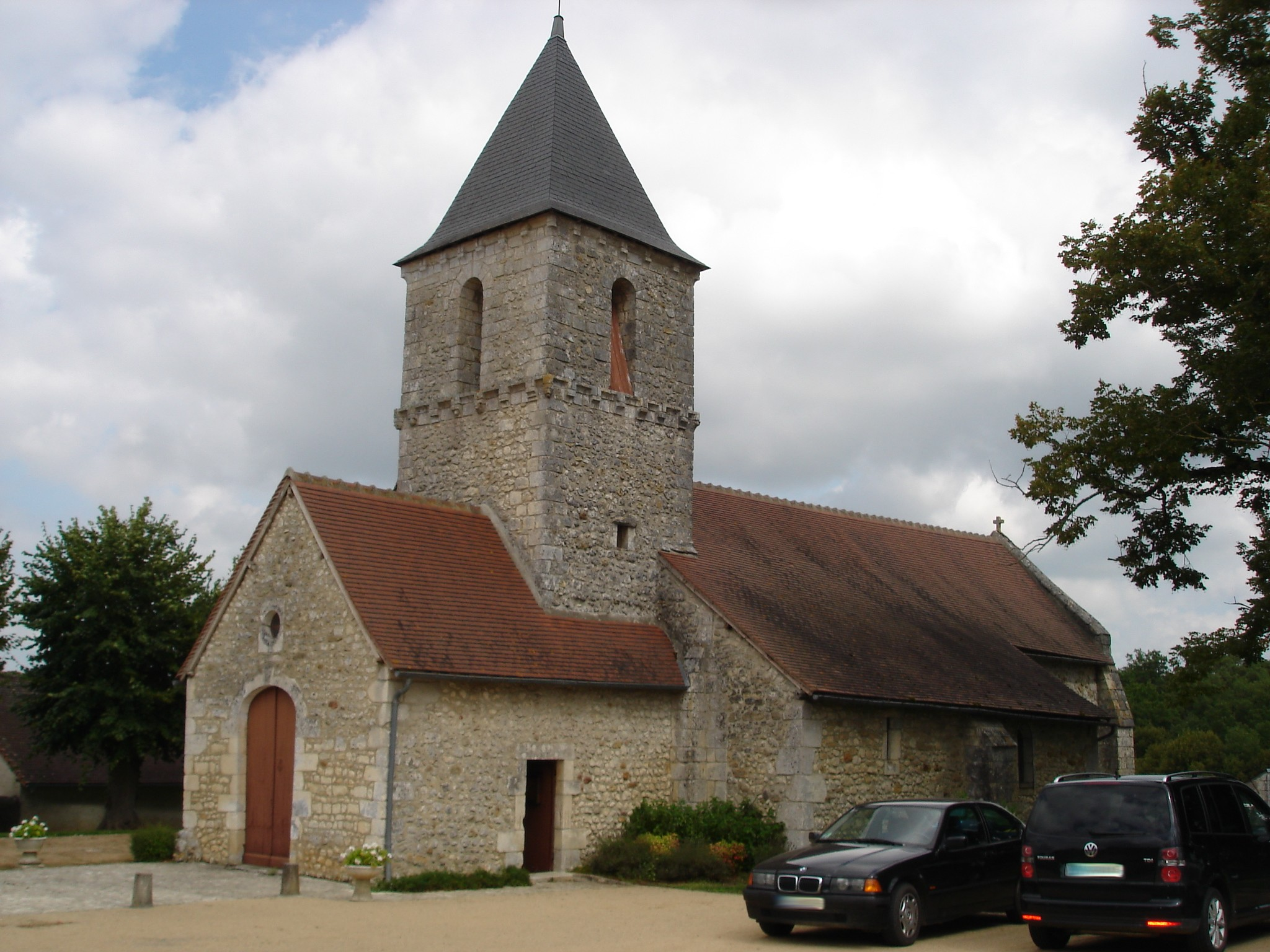
Kirche Saint-Sulpice

- Kirche Saint-Sulpice